# Deinvillers
Deinvillers est une commune française située dans le département des Vosges en région Grand Est. Ses habitants sont nommés les Deinvillarais et Deinvillaraises.

## Géographie

### Géologie et relief
La commune se compose de 442,84 hectares de territoires agricoles (79,50 %) et 114,48 hectares de forêts et milieux semi-naturels (20,55 %).
Deinvillers est située sur la Mortagne. Le village est traversé par le ruisseau du Ménil, un affluent de la Mortagne en rive gauche.
Espaces naturels :
- Une zone naturelle d'intérêt écologique, faunistique et floristique (Znieff) :

Vallée de la Mortagne de Mont-sur-Meurthe à Xaffevillers.

### Communes limitrophes
|             | Magnières Meurthe-et-Moselle |              |
| Clézentaine | Deinvillers                  | Xaffevillers |
|             | Saint-Maurice-sur-Mortagne   |              |

### Hydrographie et les eaux souterraines
La commune est située dans le bassin versant du Rhin au sein du bassin Rhin-Meuse. Elle est drainée par la Mortagne, le ruisseau de Narbois, le ruisseau du Menil et le ruisseau de Moinel,.
La Mortagne, d'une longueur totale de 74,6 km, prend sa source dans la commune de Saint-Léonard et se jette dans la Meurthe à Mont-sur-Meurthe, après avoir traversé 26 communes.

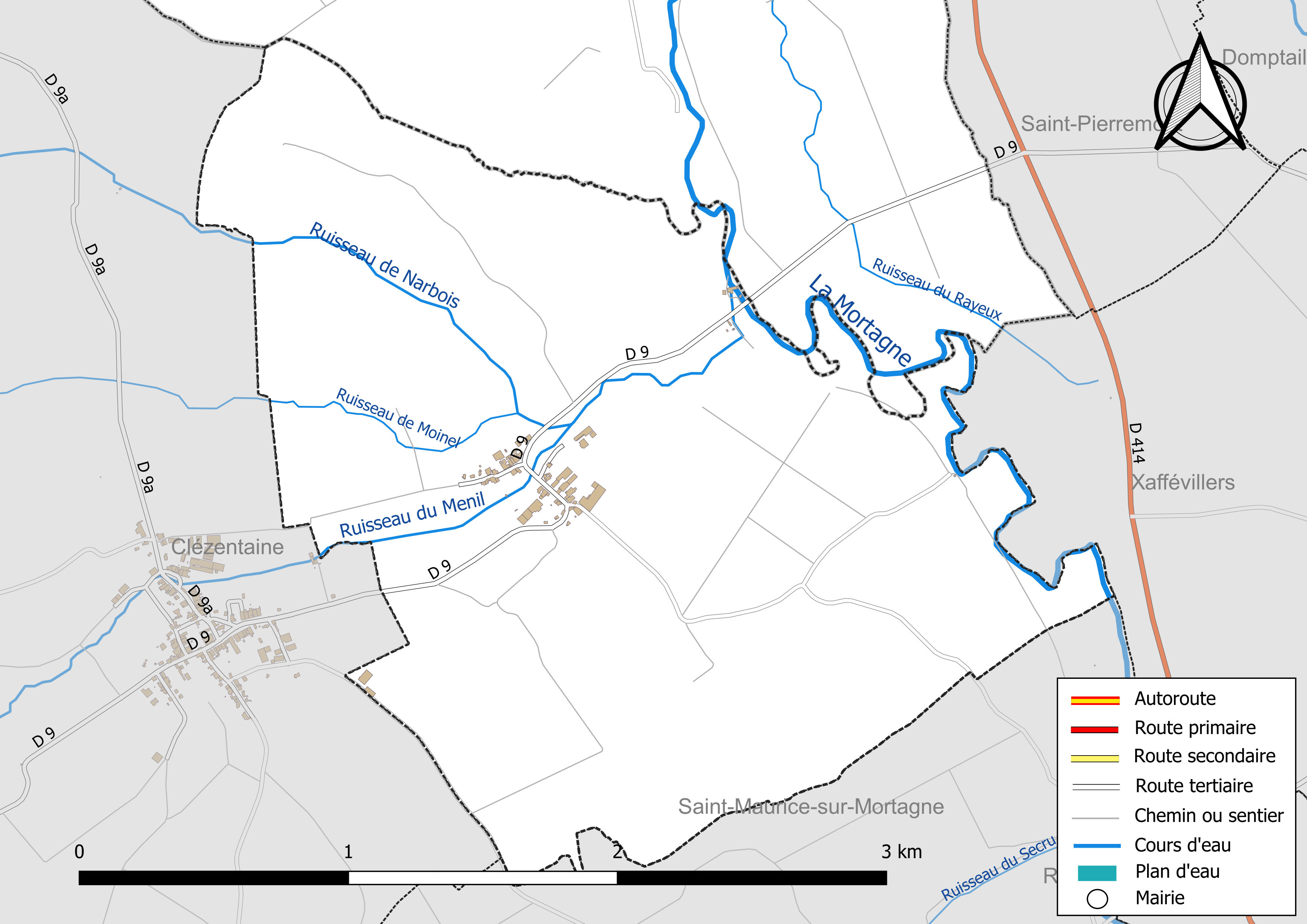
Réseaux hydrographique et routier de Deinvillers.

La qualité des eaux de baignade et des cours d’eau peut être consultée sur un site dédié géré par les agences de l’eau et l’Agence française pour la biodiversité.

### Climat
Pour des articles plus généraux, voir Climat du Grand Est et Climat des Vosges.
En 2010, le climat de la commune est de type climat des marges montargnardes, selon une étude du Centre national de la recherche scientifique s'appuyant sur une série de données couvrant la période 1971-2000. En 2020, Météo-France publie une typologie des climats de la France métropolitaine dans laquelle la commune est exposée à un climat semi-continental et est dans une zone de transition entre les régions climatiques « Lorraine, plateau de Langres, Morvan » et « Vosges ». 
Pour la période 1971-2000, la température annuelle moyenne est de 9,6 °C, avec une amplitude thermique annuelle de 17,1 °C. Le cumul annuel moyen de précipitations est de 840 mm, avec 11,7 jours de précipitations en janvier et 9,8 jours en juillet. Pour la période 1991-2020, la température moyenne annuelle observée sur la station météorologique de Météo-France la plus proche, « Roville », sur la commune de Roville-aux-Chênes à 5 km à vol d'oiseau, est de 10,3 °C et le cumul annuel moyen de précipitations est de 833,3 mm. 
La température maximale relevée sur cette station est de 40 °C, atteinte le 25 juillet 2019 ; la température minimale est de −24,5 °C, atteinte le 2 janvier 1971,,. 
Les paramètres climatiques de la commune ont été estimés pour le milieu du siècle (2041-2070) selon différents scénarios d'émission de gaz à effet de serre à partir des nouvelles projections climatiques de référence DRIAS-2020. Ils sont consultables sur un site dédié publié par Météo-France en novembre 2022.

## Urbanisme

### Typologie
Au 1er janvier 2024, Deinvillers est catégorisée commune rurale à habitat très dispersé, selon la nouvelle grille communale de densité à sept niveaux définie par l'Insee en 2022.
Elle est située hors unité urbaine et hors attraction des villes,.

### Occupation des sols
L'occupation des sols de la commune, telle qu'elle ressort de la base de données européenne d’occupation biophysique des sols Corine Land Cover (CLC), est marquée par l'importance des territoires agricoles (79,6 % en 2018), en augmentation par rapport à 1990 (77,1 %). La répartition détaillée en 2018 est la suivante : 
terres arables (60,7 %), forêts (20,4 %), prairies (18,8 %). L'évolution de l’occupation des sols de la commune et de ses infrastructures peut être observée sur les différentes représentations cartographiques du territoire : la carte de Cassini (XVIIIe siècle), la carte d'état-major (1820-1866) et les cartes ou photos aériennes de l'IGN pour la période actuelle (1950 à aujourd'hui).

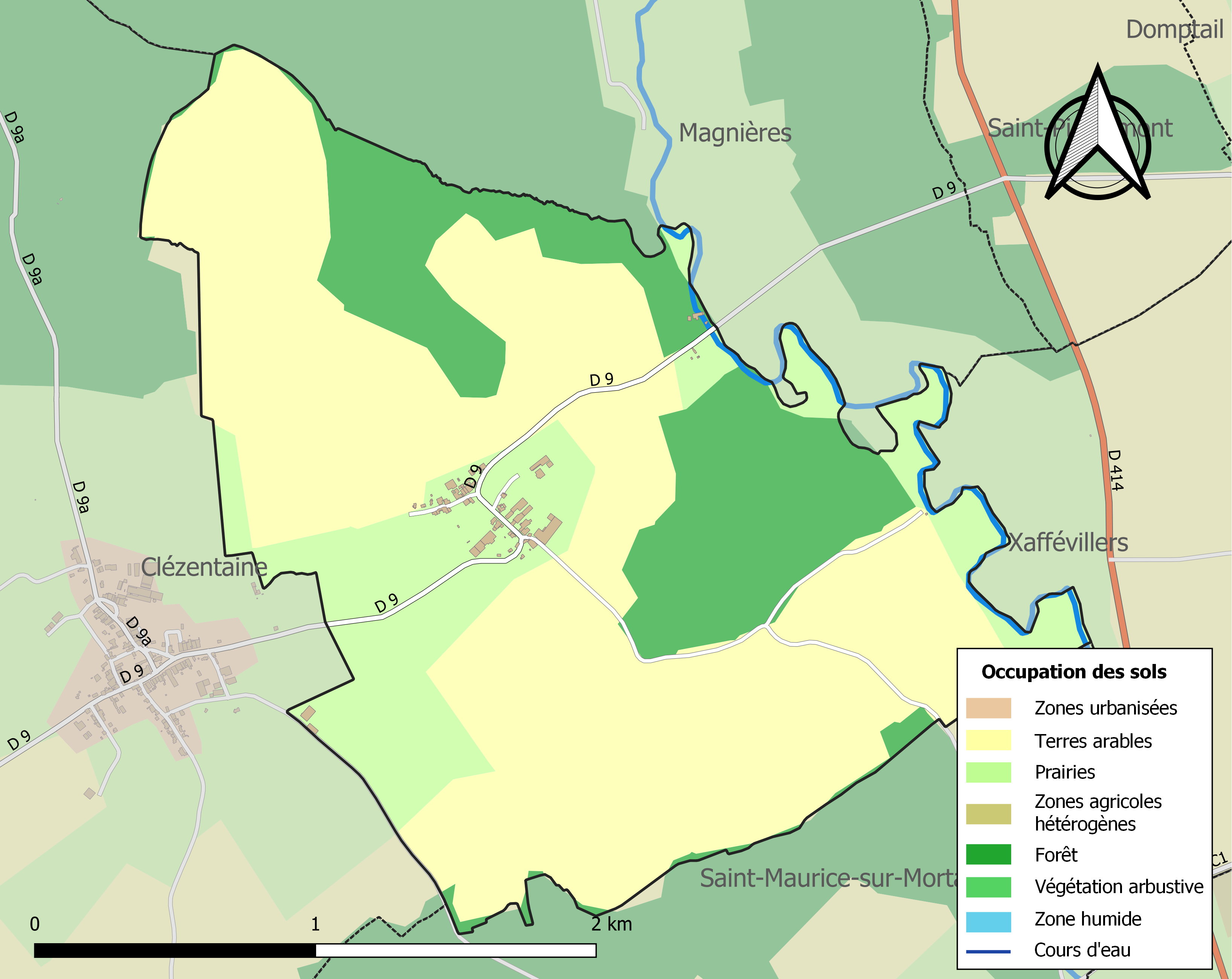
Carte des infrastructures et de l'occupation des sols de la commune en 2018 (CLC).

### Voies de communications et transports

#### Voies routières
- A33.

#### Transports en commun
- Fluo Grand Est.

#### Lignes SNCF
- Gare de Chenevières
- Gare de Saint-Clément - Laronxe
- Gare d'Azerailles
- Gare de Baccarat
- Gare de Mont-sur-Meurthe

#### Transports aériens
- L'Aéroport d'Épinal-Mirecourt « Vosges Aéroport ».

À partir de l'été 2021, l’aéroport d’Épinal-Mirecourt est devenu le
"pélicandrome" de la
Zone Est et servira ainsi de base de ravitaillement et d’intervention pour les avions bombardiers d’eau
connus sous le nom de Dash 8.
- Aéroport de Nancy-Essey.

## Toponymie
Le nom de la localité est attesté sous les formes U. de Denviler (avant 1164) ; Dinviler (1190) ; Deiviller (1332) ; Dinvilleir (1336) ; Denviller (1433) ; De Dynvillari (1388) ; Dingviller (1492) ; Dehinviller (1656) ; Deinviller (1751) ; Dainviller, Dainvillare ou Deodati Villare (1768) ; Dinviller (XVIIIe siècle).

## Histoire
Deinvillers faisait partie du marquisat de Gerbéviller, et du bailliage de Lunéville (duché de Lorraine) en qualité de fief.
Le village a été détruit au tiers par le bombardement allemand du 24 août 1914.
Dans la nuit du 28 au 29 juillet 1944, le Lancaster DS813, du 514ième Squadron de la RAF, en mission sur Stuttgart (Allemagne), s'écrase dans la forêt, entre Deinvillers Saint-Maurice de Mortagne.

## Lieux et monuments

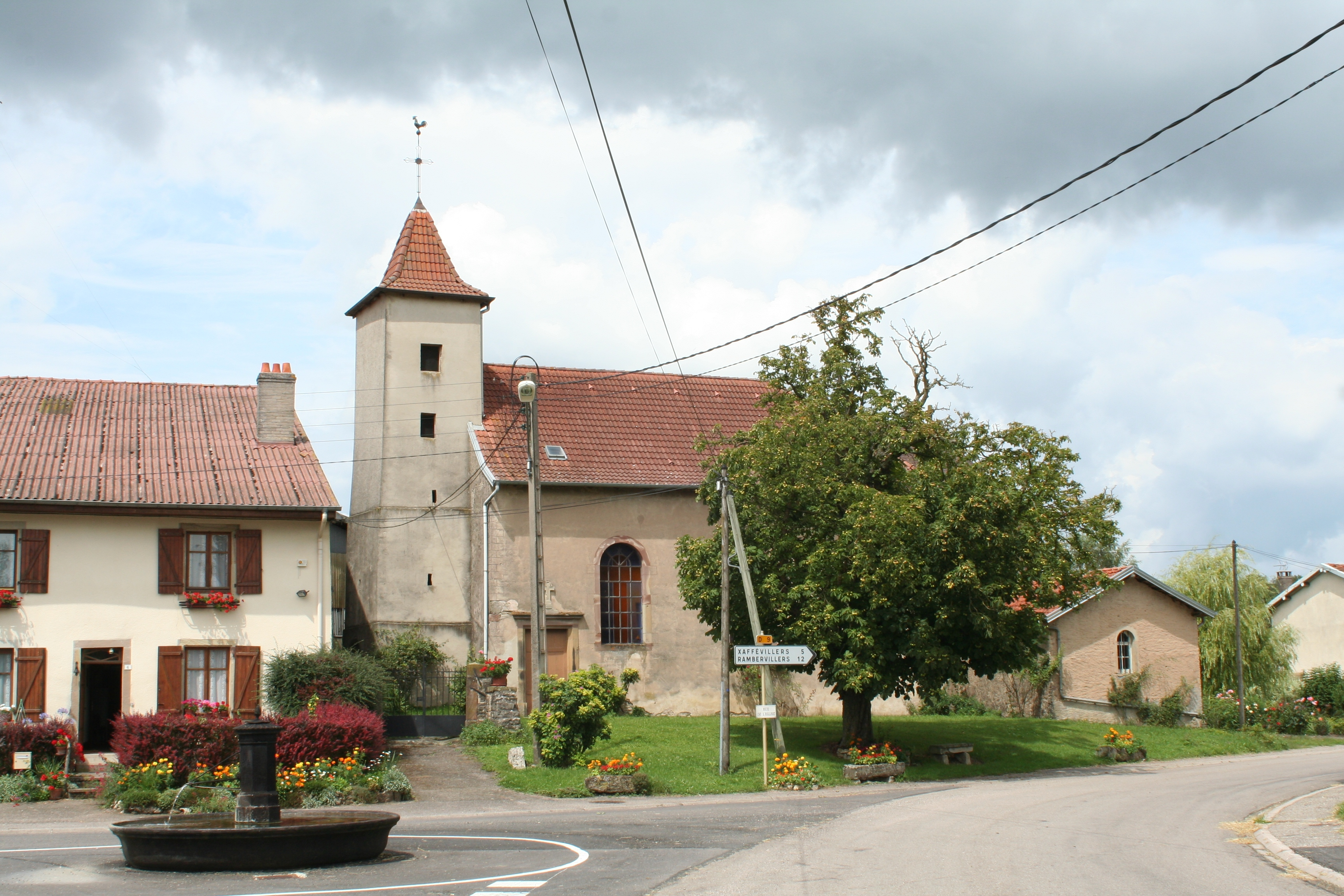
L'église Saint-Dié et fontaine.
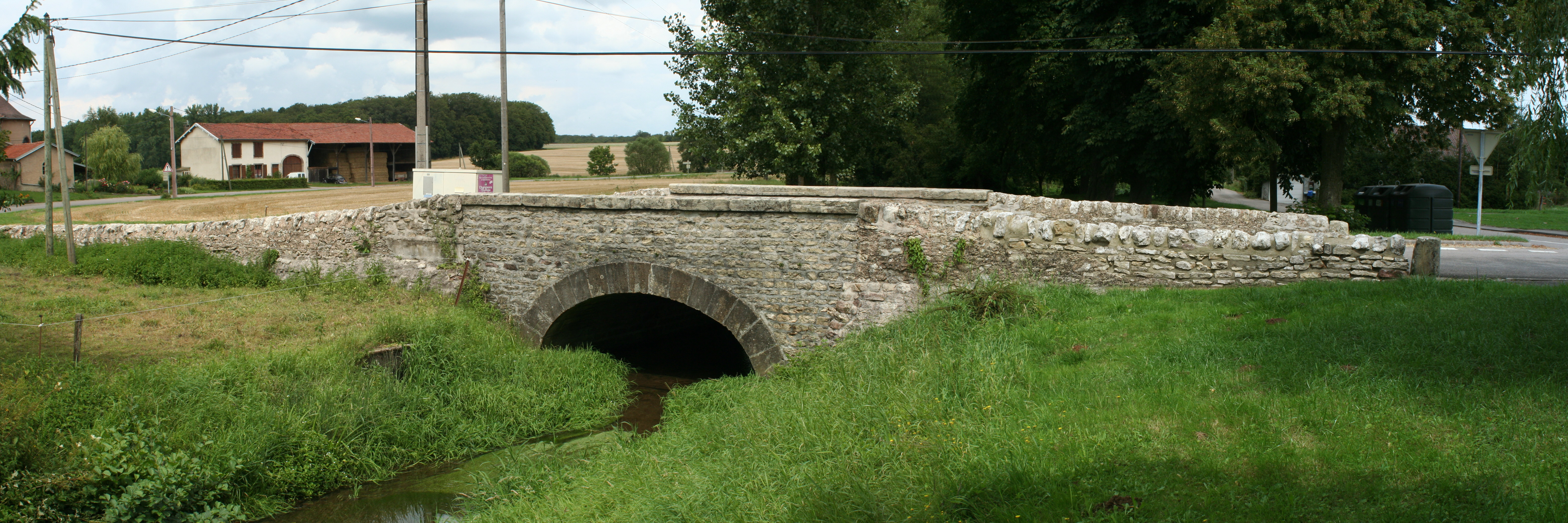
Pont sur le Ménil.
Panoramique à 360° entre Clézentaine et Deinvillers, face à l'ouest.

- Église Saint-Dié construite au XIXe siècle[22] à l'emplacement d'une église plus ancienne (XIIe siècle[24].).

Cloche datée de 1760, classée monument historique.
- Plaques commémoratives[28].
- Fontaine à trois bassins en pierre[29].
- Fontaine circulaire en fonte de Varigney[30].

## Politique et administration
| Période                                  | Période                    | Identité                    | Étiquette | Qualité      |
| ---------------------------------------- | -------------------------- | --------------------------- | --------- | ------------ |
| Les données manquantes sont à compléter. |                            |                             |           |              |
|                                          | mars 2001                  | Auguste Prévot              |           |              |
| mars 2001                                | mars 2008                  | Didier Thiébaut (1954-2014) |           |              |
| mars 2008                                | En cours (au 25 mars 2018) | Lucette Michel              |           | Agricultrice |

### Budget et fiscalité 2023

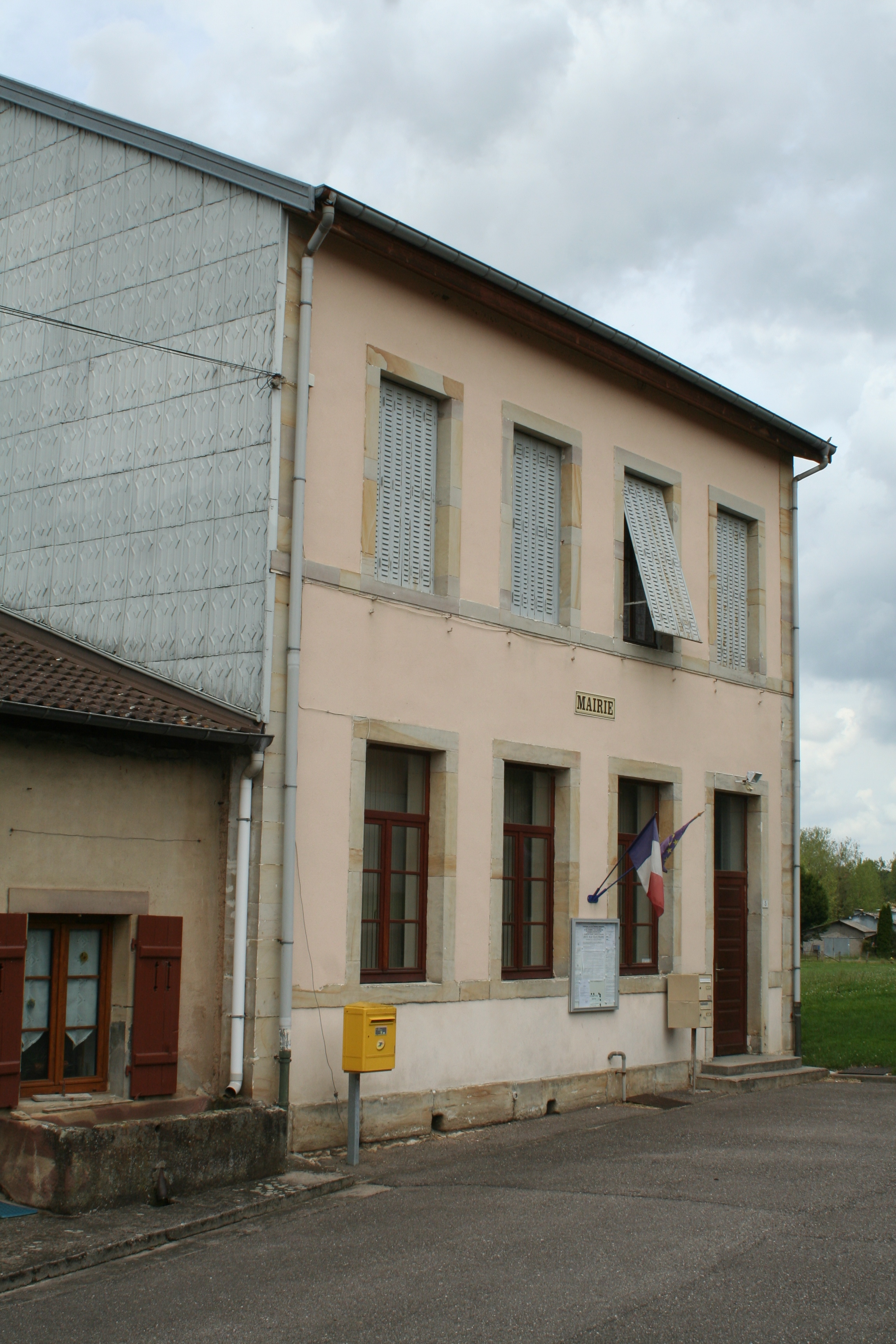
La mairie.

En 2023, le budget de la commune était constitué
ainsi :
- total des produits de fonctionnement : 58 000 €, soit 999 € par habitant ;
- total des charges de fonctionnement : 37 000 €, soit 638 € par habitant ;
- total des ressources d'investissement : 5 000 €, soit 80 € par habitant ;
- total des emplois d'investissement : 3 000 €, soit 45 € par habitant ;
- endettement : 0 €, soit 7 € par habitant.

Avec les taux de fiscalité suivants :
- taxe d'habitation : 17,16 % ;
- taxe foncière sur les propriétés bâties : 39,77 % ;
- taxe foncière sur les propriétés non bâties : 18,12 % ;
- taxe additionnelle à la taxe foncière sur les propriétés non bâties : 0,00 % ;
- cotisation foncière des entreprises : 0,00 %.

Chiffres clés Revenus et pauvreté des ménages en 2021 : médiane en 2021 du revenu disponible, par unité de consommation.

## Économie

### Entreprises et commerces

#### Commerces
- Commerces et services de proximité[34].

## Population et société

### Démographie

#### Évolution démographique
L'évolution du nombre d'habitants est connue à travers les recensements de la population effectués dans la commune depuis 1793. Pour les communes de moins de 10 000 habitants, une enquête de recensement portant sur toute la population est réalisée tous les cinq ans, les populations de référence des années intermédiaires étant quant à elles estimées par interpolation ou extrapolation. Pour la commune, le premier recensement exhaustif entrant dans le cadre du nouveau dispositif a été réalisé en 2004.

En 2022, la commune comptait 55 habitants, en évolution de −12,7 % par rapport à 2016 (Vosges : −2,96 %, France hors Mayotte : +2,11 %).
| 1793 | 1800 | 1806 | 1821 | 1831 | 1836 | 1841 | 1846 | 1856 |
| ---- | ---- | ---- | ---- | ---- | ---- | ---- | ---- | ---- |
| 117  | 110  | 145  | 134  | 144  | 144  | 150  | 136  | 137  |

| 1861 | 1866 | 1876 | 1881 | 1886 | 1891 | 1896 | 1901 | 1906 |
| ---- | ---- | ---- | ---- | ---- | ---- | ---- | ---- | ---- |
| 141  | 136  | 105  | 106  | 109  | 100  | 104  | 98   | 99   |

| 1911 | 1921 | 1926 | 1931 | 1936 | 1946 | 1954 | 1962 | 1968 |
| ---- | ---- | ---- | ---- | ---- | ---- | ---- | ---- | ---- |
| 107  | 93   | 109  | 101  | 101  | 83   | 88   | 88   | 81   |

| 1975 | 1982 | 1990 | 1999 | 2004 | 2006 | 2009 | 2014 | 2019 |
| ---- | ---- | ---- | ---- | ---- | ---- | ---- | ---- | ---- |
| 66   | 51   | 48   | 54   | 56   | 55   | 64   | 63   | 59   |

| 2022 | - | - | - | - | - | - | - | - |
| ---- | - | - | - | - | - | - | - | - |
| 55   | - | - | - | - | - | - | - | - |

### Enseignement
Établissements d'enseignements :
- Écoles maternelles et primaires à Magnières, Fauconcourt, Domptail, Romont, Moyen, Saint-Maurice-sur-Mortagne, Roville-aux-Chênes, Moyemont.
- Collèges à Rambervillers, Gerbéviller, Baccarat, Châtel-sur-Moselle.
- Lycées à Roville-aux-Chênes, Lunéville, Raon-l'Étape.

### Santé
Professionnels et établissements de santé :
- Médecins à Magnières, Gerbéviller, Rambervillers, Azerailles, Einvaux, Saint-Clément, Baccarat.
- Pharmacies à Magnières, Gerbéviller, Rambervillers, Saint-Clément, Baccarat, Portieux, Châtel-sur-Moselle, Nomexy.
- Hôpitaux à Rambervillers, Baccarat, Châtel-sur-Moselle, Charmes, Lunéville.

### Cultes
- Culte catholique, Paroisse Notre-Dame-de-la-Mortagne[41], Diocèse de Saint-Dié.

## Personnalités liées à la commune
- Constant Prévot[42], Médaillé de Sainte Hélène.

## Pour approfondir